# Chasse-galerie

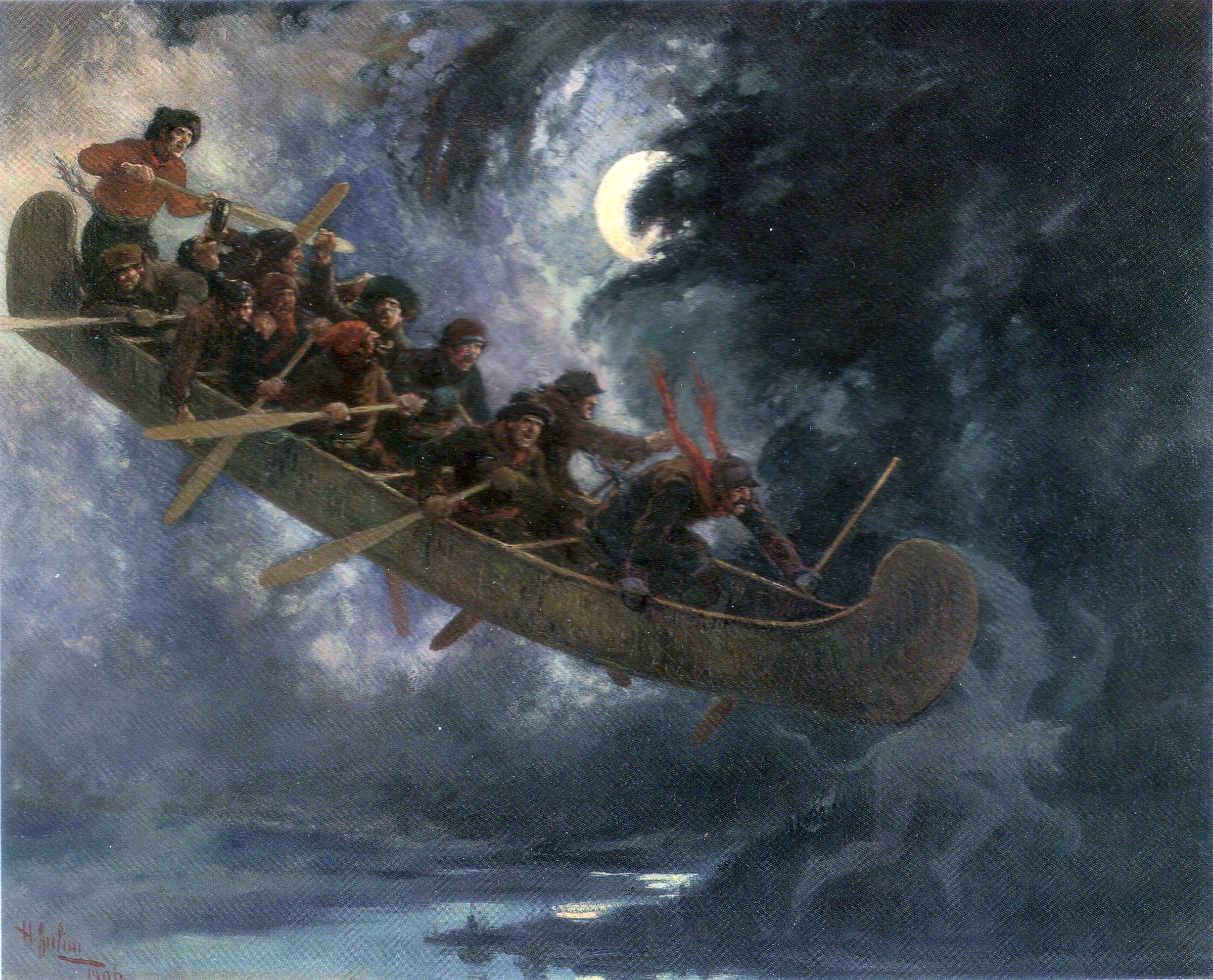
La Chasse-galerie von Henri Julien, 1906

Die Chasse-galerie ist eine französisch-kanadische Sage aus dem Themenkreis der Wilden Jagd, in der eine Gruppe von Voyageurs einen Pakt mit dem Teufel schließt. Die Erscheinung eines fliegenden Kanus am Nachthimmel soll vor allem um das Jahresende beobachtet werden. Die populärste Version stammt von Honoré Beaugrand (1848–1906) und wurde im August 1892 im Century Magazine veröffentlicht.

## Ursprung
Die zugrundeliegende Geschichte lässt sich auf eine französische Legende über einen reichen Adligen zurückführen, der die Jagd so sehr liebte, dass er sie dem Besuch der Heiligen Messe am Sonntag vorzog. Als Strafe für diese Sünde war er verdammt, ewig über den Himmel zu ziehen, verfolgt von galoppierenden Pferden und heulenden Wölfen. Als französische Kolonisten sich in Neufrankreich entlang des Sankt-Lorenz-Stroms ansiedelten, vermischte sich ihre Erzählung mit einer der Mythen der First Nations über ein fliegendes Kanu. Die Ursprünge dieser Legende liegen vermutlich im Poitou.

## Handlung

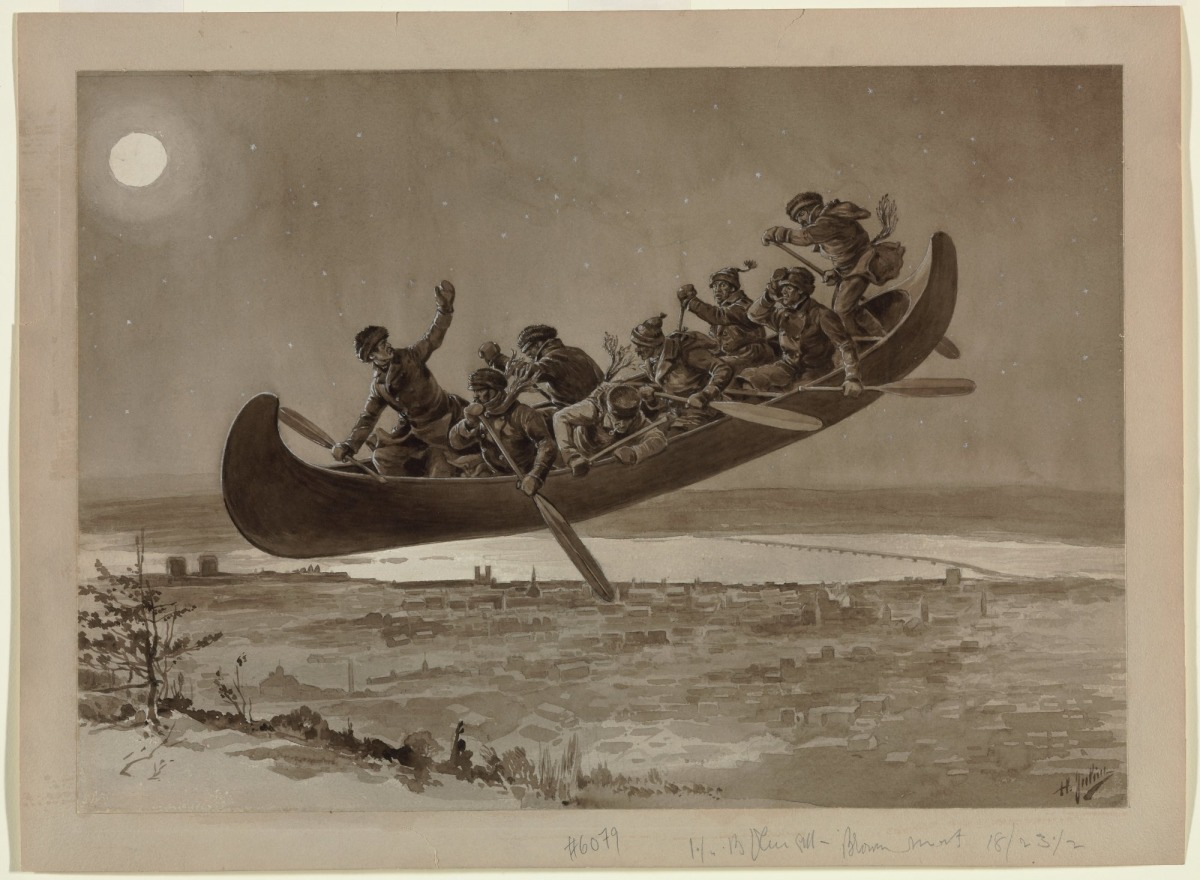
La Chasse-galerie von Henri Julien, 1906, Musée national des beaux-arts du Québec

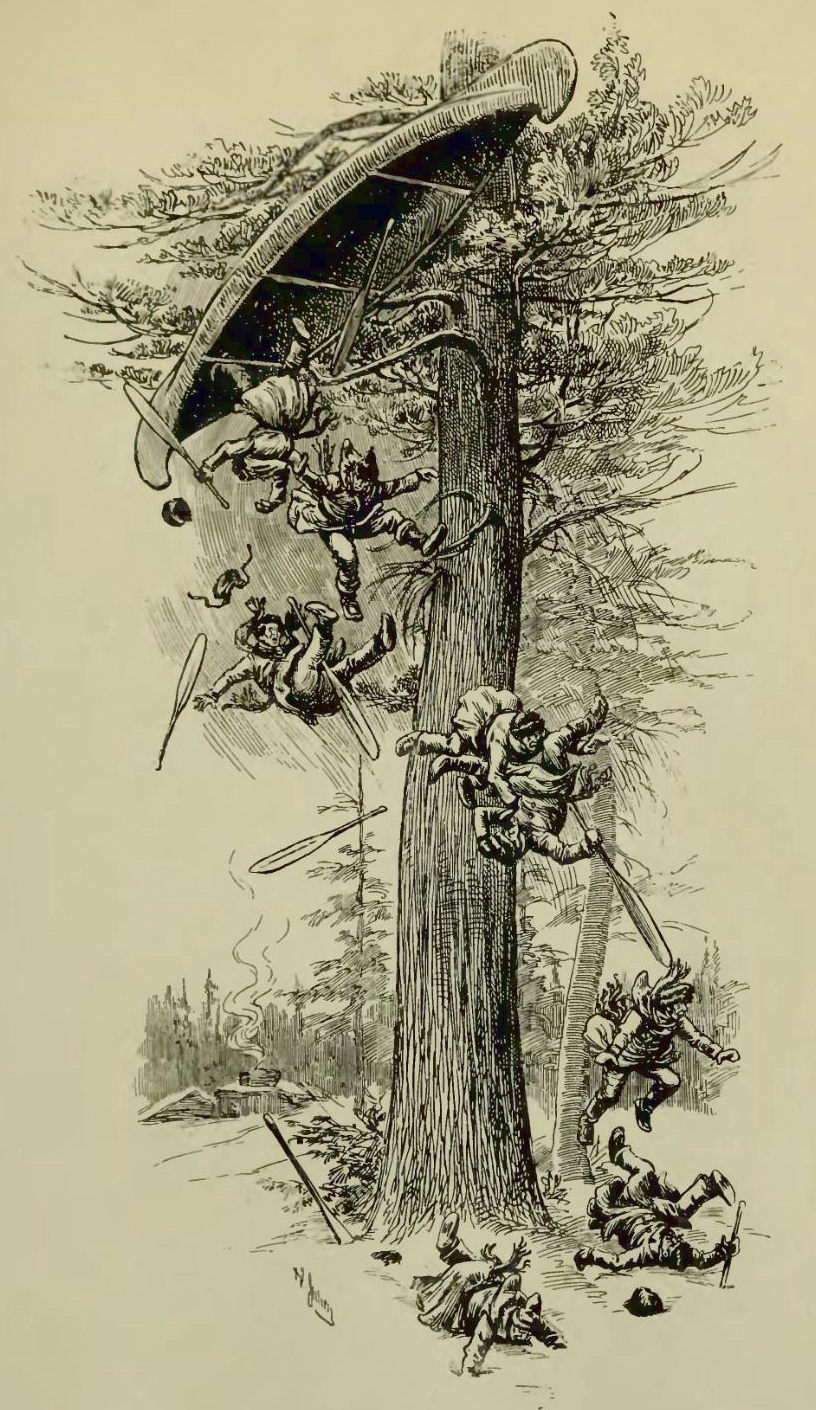

Nach einer durchzechten Nacht beschloss eine Gruppe von Waldläufern, die in einem abgelegenen Holzfällerlager arbeitete, ihre Liebsten am Silvesterabend zu besuchen, die etwa 100 Leugen (300 Meilen) entfernt wohnten. Die einzige Möglichkeit, Hin- und Rückweg bis zum Arbeitsbeginn am nächsten Morgen zu bewältigen, bestand darin, die sogenannte „Chasse-galerie“ zu durcheilen, was bedeutete, einen Pakt mit dem Teufel zum Erreichen ihres Ziels zu schließen. Der Teufel versprach das Kanu der Gruppe mit großer Geschwindigkeit zum gewünschten Ziel fliegen zu lassen. Daran war die Bedingung geknüpft, dass die Reisenden weder den Namen Gottes erwähnen noch bei ihrem Flug durch die Luft das Kreuz an einer Kirchturmspitze berühren durften. Sollte eine dieser Regeln während des Fluges gebrochen werden, würde der Teufel ihre Seelen erhalten. Die Männer versprachen einander, in dieser Nacht keinen Tropfen Alkohol zu trinken, um einen klaren Kopf zu behalten, dann nahmen sie ihre Plätze im Kanu ein, das sich in die Luft erhob, und begannen zu paddeln.
Weit unter sich sahen sie den zugefrorenen Rivière Gatineau, Dörfer, glänzende Kirchturmdächer und schließlich die Lichter von Montreal. Das verhexte Kanu landete schließlich in der Nähe des Hauses, in dem die Silvesterfestlichkeiten bereits in vollem Gange waren. Niemand wunderte sich über das plötzliche Eintreffen der Gruppe, sie wurden mit offenen Armen empfangen und schon bald tanzten und feierten sie fröhlich wie all die anderen. Schließlich mussten sie sich auf den Rückweg machen, um pünktlich zum Arbeitsbeginn zurück zu sein. Beim Flug durch die mondlose Nacht wurde deutlich, dass ihr Steuermann getrunken hatte, denn er lenkte das Kanu auf einem gefährlichen und schlingernden Kurs. Über Montreal verfehlten sie nur knapp eine Kirchturmspitze, um kurz darauf in einer tiefen Schneewehe zu landen. Als der betrunkene Steuermann zu fluchen und Gott zu lästern begann, fesselten und knebelten ihn seine Freunde, voller Furcht, der Teufel würde nun ihre Seelen holen, und wählten einen anderen Steuermann. Allerdings gelang es dem Gefesselten nach kurzer Zeit, sich zu befreien und mit seinem gotteslästerlichen Fluchen fortzufahren. Die Mannschaft, zunehmend panisch bei dem Gedanken, ihre Seelen zu verlieren, rammten mit dem verfluchten Kanu schließlich eine mächtige Kiefer, stürzten hinaus und blieben bewusstlos am Boden liegen, wo sie am nächsten Morgen – unverletzt und erleichtert, ihre Seelen noch zu besitzen – von anderen Holzfällern gefunden wurden.

## Variationen
Das Ende der Geschichte variiert. Manchmal sind die Männer verdammt, ihr Kanu durch die Hölle zu fliegen, und nur in der Silvesternacht werden sie von Menschen am Himmel beobachtet, doch in fast allen anderen Variationen entkommen sie dem Vertrag mit dem Teufel. Je nach Region fliegen die Männer in einem Kanu, einem Fischerboot oder reiten auf einem Schwein. In einer anderen Variante steuerte der Teufel selbst das Kanu und versuchte die Männer auf dem Rückweg zum Vertragsbruch zu bringen, bis sie ihn aus dem Kanu warfen, um sich selbst zu retten. Im Englischen ist diese Legende unter dem Namen „The Canoe“ (Das Kanu) oder „The Wild Hunt Bewitched“ (Die wilde verhexte Jagd) bekannt.
In Quebec wurde die am meisten verbreitete Variante von Honoré Beaugrand geschrieben, der Freimaurer und Anhänger des Luziferianismus war. In seiner Version zeigte der Teufel (Luzifer) sich den Männern gegenüber großzügig und ermöglichte ihnen eine unversehrte Rückkehr. Die Geschichte erschien in einer Sammlung französisch-kanadischer Märchen namens Legends of French Canada von Edward C. Woodley, die im Jahre 1931 erstveröffentlicht und im Jahr 1938 erneut verlegt wurde.
Eine frühere Fassung mit dem Titel The Flying Canoe (La Chasse-Galerie) wurde von J.E. LeRossignol verfasst und 1929 von McClelland and Stewart Limited veröffentlicht, verbunden mit einem Dank an den Toronto Star Weekly und das Canadian Home Journal für deren Erlaubnis, ausgewählte Geschichten, die ursprünglich in diesen Zeitschriften erschienen waren zu veröffentlichen.

## Trivia
1991 wurde eine kanadische Briefmarkenreihe mit Motiven kanadischer Märchen herausgegeben, darunter eine 40-Cents-Briefmarke mit einer Illustration der Legende. Die in Quebec ansässige Unibroue-Brauerei verwendet für ihr Bier Maudite ebenfalls eine Illustration der Sage.
Das National Film Board of Canada produzierte einen etwa zehnminütigen animierten Kurzfilm über The Legend of the Flying Canoe (La Chasse-galerie). Das fliegende Kanu erscheint ebenfalls in Fredric Backs 1981 erschienenem Animationsfilm Crac.
Das Thema inspirierte auch Musiker, so enthält Claude Dubois Album Rencontre de rêves live (1992) den Song Chasse Galerie, und die Folkband La Bottine Souriante aus Quebec brachte auf ihrem Album La Mistrine 1994 das Lied Martin de la Chasse-Galerie heraus. Die Montrealer Folk-Metal-Band Blackguard verwendete 2009 das Bild eines fliegenden Kanus auf dem Album-Cover von Profugus Mortis, das den Song „The Last We Wage“ enthält, dessen Text auf der Legende basiert.
Während der Eröffnungsfeier der Olympischen Winterspiele 2010 in Vancouver wurde in Anspielung auf die Legende ein Kanu mit dem Fiedler Colin Maier von der Decke herabgelassen.